# كثرة اللمفاويات البائية وحدية النسيلة
كثرة اللمفاويات البائية وحدية النسيلة (إم بي إل) (بالإنجليزية: Monoclonal B-cell lymphocytosis)‏ حالة لا عرضية يصاب فيها الأفراد بارتفاع مستويات أنماط فرعية محددة من الخلايا اللمفاوية وحيدة النسيلة (أي وجود مجموعة شاذة من اللمفاويات قد تتطور إلى ورم خبيث يعود أصلها إلى خلية سليفة مفردة)، وهذه الزيادة يجب أن تستمر ثلاثة أشهر على الأقل.
تتألف هذه المجموعة من الخلايا اللمفاوية البائية التي تتشارك في مجموعةً من الميزات مع النسائل اللمفاوية الشاذة المرافقة لابيضاض الدم اللمفاوي المزمن/لمفوما الخلايا اللمفاوية الصغيرة (سي إل إل\إس إل إل) أو أنماط فرعية أخرى أقل شيوعًا من خباثات الخلايا البائية.
يصاب بعض المرضى الحاملين لهذه الخلايا البائية في دورانهم الدموي بسي إل إل/إس إل إل أو أنماط أخرى من اللمفوما تتحدد بنمط خلاياهم البائية الجائلة وحيدة النسيلة، لذا يُعد هذا الاضطراب ورمًا محتمل الخباثة.
في عام 2017، أعادت منظمة الصحة العالمية تصنيف كثرة اللمفاويات البائية وحيدة النسيلة لتصبح اضطرابًا مستقلًا يتميز أفراده بما يلي:
1. زيادة عدد الخلايا اللمفاوية البائية وحيدة النسيلة في الدوران.
2. عدم وجود دليل على ضخامة العقد اللمفاوية أو الضخامات الحشوية أو الاضطرابات النسيجية الأخرى المسببة بهذه الخلايا.
3. عدم وجود دليل على أي مرض لمفاوي تكاثري يخص الخلايا البائية مثل لمفوما الخلايا البائية.
4. وجود دليل على امتلاك هذه الخلايا للنمط الشكلي المميز لسي إل إل/إس إل إل أو الابيضاضات واللمفومات المغايرة لهما اعتمادًا على تعبير هذه الخلايا عن واسمات بروتينية محددة.
يبدو أن النمط الرابع من كثرة اللمفاويات البائية وحيدة النسيلة الذي يُسمى «كثرة اللمفاويات البائية وحيدة النسيلة في المنطقة الهامشية إم بي إل-إم زد» ينشأ كشكل مستقل من كثرة اللمفاويات البائية وحيدة النسيلة المغايرة لنمط سي إل إل/إس إل إل.
يحتوي إم بي إل على مجموعتين من الاضطرابات: الاضطراب منخفض تعداد الخلايا البائية في الدم (أقل من 0.5x109 خلية/لتر)، ومرتفع تعداد الخلايا البائية في الدم (≥ 0.5x109 لكن < 5x109 خلية/لتر). لا يتطور الشكل الأول إلى مرض خبيث على عكس الشكل مرتفع التعداد الذي تبلغ نسبة خباثته 1-2% سنويًا. يُعد «إم بي إل-إم زد» استثناءً لهذه القاعدة إذ يترافق عادةً مع تعداد خلايا بائية أعلى من 3x109 خلية/لتر، وتحمل جميع حالاته بصرف النظر عن تعداد الخلايا البائية خطرًا أعلى للتطور نحو مرحلة الخباثة.
يزداد معدل وقوع جميع الأنماط الشكلية لكثرة اللمفاويات البائية وحيدة النسيلة مع تقدم السن، وتبلغ ذروتها عند المعمرين. يبلغ معدل الوقوع تحت عمر الأربعين أقل من 1% من عموم السكان في أغلب البلدان، لكن ترتفع النسبة إلى ما يقارب 10% بعد هذا السن. قد يصل معدل الوقوع بعد سن التسعين إلى 75%.
تشمل العوامل الأهم في تقييم التأثير السريري لكثرة اللمفاويات البائية وحيدة النسيلة ومعرفة الحاجة لتدبيرها كلًا من السن وتعداد اللمفاويات البائية في الدم والنمط الشكلي للاضطراب وبعض الشذوذات الجينية في الخلايا البائية وحيدة النسيلة.

## الأنماط الشكلية لإم بي إل
يضم إم بي إل ثلاثة أنماط شكلية تختلف بالواسمات البروتينية المتوضعة على سطح الخلية المعبرة عنها: سي إل إل/إس إل إل، وسي إل إل/إس إل إل غير النموذجية، والنمط المغاير لسي إل إل/إس إل إل. تشمل الواسمات البرويتينة: سي دي 5، سي دي 19، سي دي 20، سي دي 23، الغلوبيولينات المناعية (السلسلة الخفيفية أو الغلوبيولين كاملًا، أي السلسلة الخفيفة المرتبطة مع الثقيلة).
من المهم التمييز بين هذه الأنماط الشكلية لأنها تتطور إلى خباثات لمفاوية مختلفة. في الجدول التالي توجد الواسمات الخاصة بالأنماط الثلاثة، وتدل إشارة (+) على التعبير (الضعيف أو المتوسط أو المرتفع اعتمادًا على شدة التعبير)، وإشارة (-) على غياب التعبير، ويشير رمز غ/م إلى نتيجة «غير معروفة» بعد الكشف عن الخلايا باستخدام مسبار الفلورسنت الذي يرتبط بالواسمات البروتينية.
يُستخدم مقياس التدفق الخلوي للكشف عن ارتباطات مسابير الفلورسينت مع الخلايا، ويفضل استخدام 6-8 مسابير مختلفة ترتبط بواسمات مختلفة على 5 ملايين خلية من دم المريض. يشمل الجدول أيضًا النسب المئوية لحالات إم إل بي وفق النمط الشكلي والخباثات التي قد يتطور الاضطراب إليها.
| النمط الشكلي لكثرة اللمفاويات البائية وحيدة النسيلة                          | سي دي 5                    | سي دي 19 | سي دي 20          | سي دي 23 |
| ---------------------------------------------------------------------------- | -------------------------- | -------- | ----------------- | -------- |
| ابيضاض الدم اللمفاوي المزمن/ لمفوما الخلايا اللمفاوية الصغيرة                | +                          | +        | + (منخفض التعبير) | +        |
| ابيضاض الدم اللمفاوي المزمن/ لمفوما الخلايا اللمفاوية الصغيرة غير النموذجي   | +                          | +        | + (مرتفع التعبير) | - أو +   |
| النمط المغاير لابيضاض الدم اللمفاوي المزمن/ لمفوما الخلايا اللمفاوية الصغيرة | إما - أو + (منخفض التعبير) | +        | +                 | غ/م      |

### كثرة اللمفاويات البائية وحيدة النسيلة في المنطقة الهامشية
سُميت الحالات التي لا تعبر فيها الخلايا البائية في النمط المغاير لسي إل إل/إس إل إل عن بروتينات سي دي 5 وسي دي 23 وسي دي 10 وسي دي 103 لكنها تعبر بقوة عن سي دي 79 بي والسلسلة الخفيفة من الغلوبيولين المناعي بكثرة اللمفاويات البائية وحيدة النسيلة في المنطقة الهامشية (سي بي إل-إم زد). يستخدم هذا المصطلح لأن الخلايا البائية الطبيعية في هذه المنطقة تعبر عن هذه الواسمات.
يشكو المصابون بهذا النمط من الاضطراب عادةً من ارتفاع شديد في تعداد الخلايا البائية (> 4x109 في مجال يتراوح بين 3.0x109 خلية/لتر و37.1x109 خلية/لتر)، ويمثلون نسبةً كبيرةً من الحالات التي كانت لتشخص على أنها النمط المغاير لسي إل إل/إس إل إل، وغالبًا ما يوجد اعتلال وحيد النسيلة في السلسلة غاما من الغلوبيولين المناعي إم، أي ترتفع مستويات أضداد الغلوبيولين إم وحيد النسيلة في الدم، وهناك ميزات أخرى تظهر في مرض فالدنشتروم (وجود الغلوبيولين الكبروي في الدم) واعتلال السلسلة غاما وحيد النسلية للغلوبيلين المناعي إم غير معروف الأهمية. يرتفع خطر التحول الخبيث لدى هؤلاء المرضى مقارنةً بالأنماط الأخرى، ويبدو أن هذه الخباثات كانت في البداية لمفومات بائية في المنطقة الهامشية من الطحال أو لمفوما/ابيضاض طحالي غير مصنف أو ابيضاض الخلايا المشعرة أو مرض فالدنشتروم. يحتاج هذا النمط إلى دراسات إضافية لتقييم شيوعه ومعدل تحوله إلى الخباثة وطرق العلاج المتبعة.